# 4775 Hansen
4775 Hansen је Марсов тројански астероид са средњом удаљеношћу од Сунца која износи 2,396 астрономских јединица (АЈ). Апсолутна магнитуда астероида је 14,1.